# Cantone di Chaumont-Sud
Il Cantone di Chaumont-Sud era una divisione amministrativa dell'Arrondissement di Chaumont.
A seguito della riforma approvata con decreto del 17 febbraio 2014, che ha avuto attuazione dopo le elezioni dipartimentali del 2015, è stato soppresso. Il suo territorio è andato a costituire parte del Cantone di Chaumont-2 e parte del Cantone di Chaumont-3.

## Composizione
Comprendeva parte della città di Chaumont e 7 comuni:
- Buxières-lès-Villiers
- Foulain
- Luzy-sur-Marne
- Neuilly-sur-Suize
- Semoutiers-Montsaon
- Verbiesles
- Villiers-le-Sec